# マヘシュ・ロドリゴ
マヘシュ・ロドリゴ（Mahesh Rodrigo、1927年 - 2011年1月8日）は、スリランカのラグビーユニオン選手、クリケット選手。
ロイヤル・カレッジ・コロンボ卒業。ラグビーとクリケットの両方でセイロン代表に選ばれていた。2011年1月8日、82歳で亡くなっている。